# كمة (المحابشة)

تعديل مصدري - تعديل

كمة هي إحدى قرى عزلة حجر بمديرية المحابشة التابعة لمحافظة حجة، بلغ تعداد سكانها 718 نسمة حسب تعداد اليمن لعام 2004.